# Clarke y Kubrick, Espacialistas Ltd
Clarke y Kubrick, Espacialistas Ltd es una serie de cómic de ciencia ficción, obra del autor español Alfonso Font. Los nombres de sus dos protagonistas, los primeros de cierta popularidad del historietista, son una referencia a Arthur C. Clarke y Stanley Kubrick, creadores de 2001: A Space Odyssey.

## Trayectoria editorial
Clarke y Kubrick aparecieron por primera vez en un episodio de Cuentos de un futuro imperfecto, el titulado Lluvia, que se publicó en el número 23 de la revista 1984.
Alfonso Font emprendió la serie homónima en 1982, para Rambla, y la continuó después en Cimoc.

## Argumento y personajes
Clarke y Kubrick son dos espacialistas. Su trabajo les permite visitar mundos lejanos y viajar en el tiempo para resolver situaciones complicadas, a veces con torpeza, a veces con ingenio, pero sus aventuras siempre están enfocadas hacia el humor y el esperpento. Para los críticos Eric Frattini y Óscar Palmer, sus protagonistas remiten a la tradición española del pícaro, a pesar de su ambientación futurista.